# Побачення (право)
Побаченням у праві називається зустріч особи, яка відбуває покарання, яке за своєю суттю означає ізоляцію від суспільства, або знаходиться в СІЗО, з особою на волі, як правило, з близькими родичами.

## Побачення в адміністративному праві
Адміністративне законодавство передбачає лише один вид стягнення, який являє собою ізоляцію від суспільства, — адміністративний арешт. Адміністративно-заарештованим побачення надаються без обмежень.

## Побачення в кримінальному праві

### Під час досудового слідства
Одним із видів запобіжних заходів є тримання під вартою. Він полягає в триманні особи в слідчому ізоляторі під час досудового слідства, щоб попередити ухилення від слідства. Під час попереднього ув'язнення побачення надаються родичам або іншим особам не менше трьох раз на місяць на строк від 1 до 4 годин під наглядом адміністрації СІЗО. Також без обмежень надаються побачення з захисником.

### Під час відбування покарання
- У виді арешту:

Засуджені, яким призначено покарання у виді арешту (не плутати із триманням під вартою як запобіжним заходом, яке теж часто називають арештом), мають право на короткострокове побачення один раз на місяць (неповнолітні — без обмежень).
- У виді обмеження волі:

Засудженим дозволяються короткочасні побачення без обмежень, а тривалі побачення — один раз на місяць до трьох діб.
- У виді тримання в дисциплінарному батальйоні військовослужбовців:

Засуджені до тримання в дисципланірному батальйоні військовослужбовців мають право на одне короткострокове побачення один раз на місяць тривалістю до чотирьох годин і на одне тривале побачення з близькими родичами і з правом спільного проживання один раз на три місяці тривалістю до трьох діб.
- У виді позбавлення волі:

Засудженим дозволяються короткочасні побачення та тривалі побачення. Короткочасні надаються тривалістю до чотирьох годин з будь-якими особами у присутності представника колонії. Їх надають один раз на місяць (для осіб, які знаходяться в дільниці соціальної адаптації та соціальної реабілітації, а також неповнолітніх — без обмежень). Тривалі побачення надаються з правом спільного проживання і лише з близькими родичами, в тому числі подружжю, яке проживало однією родиною, не перебуваючи у шлюбі, якщо вони мають неповнолітніх дітей. Тривають такі побачення три доби і надаються один раз на три місяці, на два місяці або один раз на місяць (залежно від дільниці, в якій знаходиться засуджений). При реєстрації шлюбу тривалі побачення надаються позачергово.
Також особа може мати побачення з адвокатом чи іншим фахівцем у галузі права. Кількість і тривалість таких побачень не обмежена. За певних умов такі побачення можуть відбуватися наодинці.
Крім цього, протягом року засуджені мають право на телефонні розмови тривалістю до 15 хвилин кожна під наглядом адміністрації. Побачення різних видів можуть заміняти одне одного. Вартість дзвінків та послуг за користування кімнатами побачень оплачується засудженими.